# ジェシカ・ジョーンズ
ジェシカ・キャンベル・ジョーンズ＝ケイジ (英語: Jessica Campbell Jones-Cage)、通称ジェシカ・ジョーンズ (英語: Jessica Jones) はマーベル・コミックが刊行するアメリカン・コミックスや、そこから派生した配信ドラマシリーズなどに登場するスーパーヒロインである。ライターのブライアン・マイケル・ベンディスと作画担当のマイケル・ゲイドスによって創作され、マーベルの大人向けインプリントであるマックスから刊行された『エイリアス』第1号（2001年11月）に初めて登場し、後付け設定としてシルバーエイジのコミックであるThe Amazing Spider-Man #4（1963年6月）にピーター・パーカーの名前がわからないクラスメイトとして初登場していたということになった。マーベル・ユニバースの文脈では、ジェシカ・ジョーンズはエイリアス・プライヴェート・インヴェスティゲイションズ社のオーナー（かつ通常は唯一の構成員）として働いているかつてのスーパーヒーローという設定である。ベンディスはスパイダーウーマンことジェシカ・ドリューを中心に置いたシリーズを構想していたが、自らが書いているキャラクターにドリューと差異化できるだけの特徴的な声や背景を持たせられると気付き、別キャラクターであるジェシカ・ジョーンズを作り上げることにした。
ジェシカ・ジョーンズはそれ以降、『エイリアス』、The Pulse、『ジェシカ・ジョーンズ』のようなオンゴーイング誌のメインキャラクターとなっている。『エイリアス』は2004年に終わるまで28号が刊行され、The Pulseは2004年4月から2006年5月まで14号が刊行された。『ジェシカ・ジョーンズ』は2016年10月から2018年5月まで、クリステン・リッターがジェシカ・ジョーンズ役を演じる同名のテレビシリーズ『ジェシカ・ジョーンズ』と同時期に刊行された。ジョーンズは夫であるルーク・ケイジとともにマーベルの2010年のヒロイック・エイジのキャンペーンでニューアベンジャーズの一員となった。さまざまな別名を使っていたことがあり、ジュウェル、ナイトレス、ミセス・ケイジ、パワーウーマンなどと名乗っていたことがある。ジェシカ・ジョーンズはマーベルのキャラクターの中でもとくに注目を集めている強力な女性ヒーローと見なされている。

## 能力
ジェシカ・ジョーンズは実験中の化学物質に接触して昏睡に陥った後に超人的な筋力と耐久力、飛行能力、マインドコントロールを防ぐ力などが備わるようになったという設定である。非常に強い超人的な力を備えてはいるものの、ヴィジョンとアイアンマンから同時に襲撃された際には背骨と首の損傷、網膜剥離、鼻の骨折を経験しており、このような重傷を負うこともある。通常の人間よりも速く、より効率的に怪我から回復する力も持っている。しばらくヒーロー活動を控えていた間は飛行能力が低下していたが、ニューアベンジャーズに参加した後に改善の兆しが見えるようになった。
こうしたスーパーパワーの他、探偵及び調査報道を専門とするジャーナリストとして優れた技能を有している。

## 創作の経緯
ライターのブライアン・マイケル・ベンディスと作画担当のマイケル・ゲイドスによって生み出されたキャラクターである。2005年のインタビューで、ベンディスは「もともと『エイリアス』はジェシカ・ドリューが主役の予定だったんですが、まったく別物になりました。もしそっちのジェシカを使っていたらつながりが悪くなるしストーリーテリングもまずくなったでしょうから、こっちのほうがいいんですよね」と述べている。ベンディスによると、ジェシカ・ジョーンズはジェンダー以外はジェシカ・ドリューと完全に異なるタイプの人物になった。ベンディスが実際に構想を固めた頃にはジェシカ・ジョーンズが中心人物となっており、ドリューとは異なる特徴的な声や背景を持つようになった。しかしながら「2人の人が同じファーストネームを持っているということもある」ので、名前はドリューにちなんでジェシカのままにしたという。

## キャラクターとしての来歴

### 生い立ち
ピーター・パーカーと同じミッドタウン高校に通っており、ひそかに好意を抱いていたピーターがクモに噛まれた時にその場にいて話しかけようとしたが、尻込みして結局逃げてしまった。
ジェシカの父はトニー・スタークの部下で、トニーからもらったディズニーワールドのチケットで家族で観光をして帰宅途中、放射性物質を搭載した軍用車両と自家用車が衝突してジェシカ以外の家族は死亡してしまう。ジェシカは数ヶ月昏睡に陥るが、昏睡を脱した後に孤児院に入り、ジョーンズ家の養子となった。その後、放射線の影響で超能力が身についたことに気づいた。
ジェシカを引き取った家族は娘をミッドタウン高校に復帰させるが、ジェシカはフラッシュ・トンプソンをはじめとしたクラスメイトから爪弾きにされてしまう。ピーターはスパイダーマンとなってベンおじさんを失っており、悲劇的状況で家族を失った者同士としてジェシカに感情的な共通点を見出すが、ジェシカはピーターの心遣いを憐れみと勘違いして拒絶する。その後、ジェシカはスパイダーマンとヴィランのサンドマンが学校で戦っているのを目撃し、自分の能力をよい目的に使おうと考え始める。

### 初期の活動
ジェシカはジュウェルとしてあまり波乱のないスーパーヒーロー生活を送っていたが、レストランでパープルマンことゼベディア・キルグレイヴが起こしたもめごとに介入した際、キルグレイヴがマインドコントロールの力を用いてジェシカを支配下に置き、精神的に苦しめて自分の犯罪計画を無理矢理手伝わせるようにした。キルグレイヴがデアデビルを殺すためにジェシカをアベンジャーズ・マンションに差し向けた際、ジェシカはアベンジャーズの中で唯一ジェシカを実際に知っていたキャロル・ダンバースに救出される。ジェシカはX-メンのジーン・グレイによる心理セラピーを受け、ジーンはさらなるマインドコントロールからジェシカを守るため、潜在意識に特別な精神操作を行うことにする。この期間にジェシカはS.H.I.E.L.D.のエージェントであるクレイ・クォーターメインと短期間恋愛関係になった。
キルグレイヴに心を操られたことによるトラウマと、8ヶ月間行方不明だったのにほとんどその不在が人に気付かれていなかったという事実にやる気を失い、ジェシカは落胆してコスチュームをまとうスーパーヒーローとしての暮らしをやめてしまう。少しの間、より陰鬱なキャラクターであるナイトレスを名乗って活動し、ヴィランのアウルとマフィアが犯罪をもくろむ会合を妨害した際、同じくスーパーヒーローであるルーク・ケイジに出会い、アウルを倒した後ふたりはその後も続く親しい信頼関係を築くことになる。スーパーヒーローをやめたジェシカは私立探偵事務所を開業する。長年の友人であるキャロル・ダンバースが2代目アントマンであるスコット・ラングを紹介し、ふたりは数ヶ月デートしていた。ジェシカはルーク・ケイジとも断続的に付き合うようになる。
キルグレイヴはそれでもまだジェシカに執着しており、重警備刑務所を脱走するが、ジーン・グレイがかけた精神防護のおかげでジェシカはキルグレイヴのコントロールを脱し、キルグレイヴはジェシカに倒される。
その後、ルークとジェシカはお互いに対する好意を強く認識するようになり、ジェシカの妊娠以降は真剣に交際するようになる。

### The Pulseと『ヤング・アベンジャーズ』
ジェシカはデイリー・ビューグル社の調査員となり、経歴を生かして"The Pulse"というスーパーヒーロー関連のコラムに情報を提供する。しかし社主のJ・ジョナ・ジェイムソンが『デイリー・ビューグル』紙を使ってニューアベンジャーズを貶めたために仕事を辞める。ジェシカとルークは一緒に暮らすようになり、生まれた子どもはルークの親友ダニー・ランドにちなんでダニエルと名付けられる。ルークとジェシカは結婚する。ジェシカは『ヤング・アベンジャーズ』にも報道者として登場している。

### 『シビル・ウォー』、『シークレット・インベージョン』、『ダークレイン』
マーベルが2006年から2007年にかけて展開した『シビル・ウォー』のクロスオーバーストーリーラインでは、ジェシカとルークはアイアンマンとミズ・マーベルが提示した超人登録法を受け入れることを拒否した。ニューアベンジャーズの一員としてジェシカはドクター・ストレンジのサンクタム・サンクトラムに引っ越すが、ザ・フッドに襲撃された後、ショックを受けたジェシカは我が子を守るためニューアベンジャーズを離れ、超人登録法にのっとって登録を行い、ルークと別れる。『シークレット・インベージョン』では破壊されたスクラルの船から出てきたヒーローの中にジュウェルの姿をしたジェシカもいたが、これはスクラルがジェシカのふりをしていたことが後でわかる。本物のジェシカはSecret Invasion #7に登場し、スクラルとの戦いに参加し、夫とも再会する。スクラルが降伏した後、ジャーヴィスのふりをしたスクラルが娘を連れ去ってしまったため、ジェシカは絶望する。
ジェシカが気付かないうちにルークはノーマン・オズボーンにダニエルの捜索の手伝いを依頼していた。ノーマンはルークがダニエルを取り戻すのを手伝い、ルークは幼い娘をジェシカのところに帰す。スパイダーマンは自らがピーター・パーカーであることをニューアベンジャーズに明かし、ジェシカはかつてのクラスメイトがスパイダーマンだったと知ってショックを受ける。ジェシカはかつて自分がピーターに好意を抱いていたことを打ち明けるが、ピーターはジェシカをまったく認識しておらず、名前さえ覚えていなくて「昏睡の子」としてしか記憶していなかったため、ジェシカは困惑する。その後、ジェシカはノーマンにつかまったクリント・バートン救出に向かうアベンジャーズを支援する。ジェシカはかつてスパイダーマンとサンドマンの戦いを見てスーパーヒーローになりたいと思ったことを明かす。ピーターはジェシカにスーパーヒーローとしての生活に戻るよう説得し、ただ昔のキャリアについて娘に話すよりもヒーローとして実際に活動するほうがよい見本になれると言う。

### 2010年以降
ジェシカとルークはナニーを探すことにし、マーベル・ユニバースの他のコミックに出てくるキャラクターを面接した結果、スクィレル・ガールにダニエルの子守を頼むことになった。The New Avengers #8では、ジェシカの夫であるパワーマンことルークの名誉を称え、娘のロールモデルとなるためにパワーウーマンという名前を使っている。しかしながらトゥーレ協会がアベンジャーズマンションを襲撃し、ノーマン・オズボーンからも脅迫を受けるなどの事態が発生し、あまりにも脅威になりそうな問題が多く、アベンジャーズマンションにダニエルを置いておくのは危険だと悟ったジェシカは、チームを辞めて隠れることにする。
『シークレット・エンパイア』のストーリーラインでは、ジェシカはデアデビル、アイアン・フィスト、ルーク・ケイジとともにディフェンダーズのメンバーとなった。ジェシカはヘルムート・ジモによりダークホールドを使って力を増強してもらったブラックアウトにより、ダークフォースドームに閉じ込められてしまう。
"Hunt for Wolverine"のストーリーラインでは、ジェシカとルークはアイアンマンとスパイダーマンを助けてウルヴァリンを探す。ミッション終了後、ジェシカとルークはトニー・スタークがミスター・シニスターのデータベースで見つけた内容を教えてもらうが、それによるとX-メンのメンバーのひとりはミュータントではなく遺伝子操作されたスリーパーエージェントであるということだった。
2022年にはライターのゲイル・シモンと作画担当のフィル・ノトによる5号のリミテッドシリーズ『ヴァリアンツ』が始まったが、この作品はジェシカがある案件を担当するうちに別のユニバースの自分に会うという内容である。

### マルチバースでの他バージョン
マーベルのマルチバースではジェシカの他のバージョンが登場している。

#### 『ハウス・オブ・M』
2005年の『ハウス・オブ・M』のストーリーラインではジェシカはスコット・ラングと付き合っていたと考えられる。

#### 『ホワット・イフ？』
What If Jessica Jones Had Joined the Avengers?ではジェシカはキャプテン・アメリカの要請でアベンジャーズのために働き、最後はキャプテン・アメリカと結婚する。

#### 『アルティメット・スパイダーマン』
『アルティメット・スパイダーマン』ではジェシカはピーター・パーカーが通う高校の4年生である。学校新聞の調査の一貫としてスパイダーマンの正体を探ろうとするが、『アルティメイタム』の出来事の後、この調査を中止してスパイダーマンの英雄的な活動のほうにフォーカスしたいと述べている。

#### 『インフィニティ・ウォーズ』
『インフィニティ・ウォーズ』ではジャニス・リンカーンと融合して自分のユニバースにおけるビートルとなっている。リトル・モンスターことスコット・バナー（スコット・ラングとブルース・バナーの融合）の婚約者でもある。

#### 『スパイダーマン:ライフストーリー』
『スパイダーマン:ライフストーリー』ではジェシカはピーター・パーカーがメアリー・ジェーンと別れた後、短期間デートして年老いたノーマン・オズボーンを追うのに協力している。アース616のジェシカ同様、このユニバースでの私立探偵を開業し、エイリアス・インヴェスティゲイションズを創設している。

#### 『シークレット・ウォーズ』
『シークレット・ウォーズ』のストーリーラインにおいて、バトルワールドを構成する領域の一つアルカディアでは女性のロキがザ・シールドを襲撃した後、ルークとともにデッドランズから来たゾンビの大群と戦うため支援を提供している。別の領域であるニューヨークのウォールド・シティでは、ルークと結婚してハーレムに住んでいる。

## 文化的影響と評価

### 受容
Newsaramaのジョージ・マーストンはジェシカ・ジョーンズを「史上最高の女性スーパーヒーロー」のひとりだと述べている。『デイリー・ドット』のギャヴィア・ベイカー＝ホワイトローはジョーンズを「史上最も偉大な女性スーパーヒーロー」のひとりで「スーパーヒーロージャンルを真に現代的にひっくり返した」キャラクターだと評した。
『スクリーン・ラント』のショーン・S・リーロスはジェシカを「マーベルのNetflixシリーズが批評の点でヒットした時におなじみの名前になった」「大スター」だと述べている。 CBR.comのゲイリー・ウォーカーはジェシカをマーベルの「もっとも経験豊富なストリート・レベルのヒーロー」に数えている。
Nerdistのロージー・ナイトはジェシカを「お気に入りのコミックで犯罪を解決するピカイチの女性」だと書いている。『ガーディアン』のネッド・ボーマンは「スーパーヒーローコミック史上最も勇敢で機知に富み、鋭い感性で描かれた女性キャラクターのひとりだ。さらに身体が現実的で、金のビキニを着たりスティレットヒールを履いて悪と戦おうとはしない」と述べている。

### 受賞・ランキング
ジェシカは2016年に『ハリウッド・リポーター』の「お気に入りの女性キャラクター50選」で28位となった。同年に『エンターテインメント・ウィークリー』の「強力なスーパーヒーロー」リストでも39位になっている。
2017年には『デイリー・ドット』の「史上最高の女性スーパーヒーロー33名」で21位となった。翌年に GameSpotも「重要なスーパーヒーロー50位」リストでジェシカを25位にしている。
2019年にはComicBook.comの「重要なスーパーヒーロー50位」リストで23位となった。
2020年にScary Mommyが出した、ロールモデルとなりうる女性マーベルキャラクターのリストでは、200人近くの中でジェシカが4位であった。この年のTheWrapの「24人のバッドアスな女性スーパーヒーロー」リストにもジェシカが入っている。
2022年にはNewsaramaが女性スーパーヒーローランキングで22位に選んでいる。同年にThe A.V. Clubは「マーベルキャラクター100選」でジェシカを16位に、Sportskeedaは「コミック最高の探偵」ランキングでジェシカを5位に、Bustleは「MCUとコミックで有力なマーベルの女性ベストキャラクター35名」で18位にしている。この年にジェシカは『スクリーン・ラント』の「マーベルコミックの現実的なヒーロー10選」にも入り、Nerdistの「コミックに出てくる最高の女性探偵」リストにも入った。 
CBR.comのランキングにはしばしばジェシカが登場している。2018年にはCBR.comがジェシカを「マーベルの最も経験豊富なストリート・レベルのヒーロー20名」で7位にランクした。2019年の「マーベルのストリート・レベルのヒーロー10名」では6位となった。2020年の「マーベルコミックスの探偵10選」では3位となった。2021年の「アベンジャーズで最も強力な女性メンバー20選」では16位、「最強女性スーパーヒーロー20名」では20位であった。2022年には「マーベルの最も健康的なカップル10選」でジェシカとルークは2位、「マーベルベストカップル10選」では4位であった。

## その他のメディア

### テレビ
ジェシカ・ジョーンズはマーベルのNetflixドラマシリーズに登場し、クリステン・リッターがジェシカ役を演じている。『ジェシカ・ジョーンズ』ではメインキャラクターである。『ザ・ディフェンダーズ』にもルーク・ケイジとともに登場する。Disney+にて配信するテレビドラマ『デアデビル:ボーン・アゲイン』シーズン2にも登場する予定。

### コンピュータゲーム
ジェシカ・ジョーンズはMarvel Avengers AllianceとMarvel Future Fightではアンロックしてプレーできるキャラクターである。
Marvel Heroesではアシストキャラクターで、タラ・ストロングが声優をつとめている。このバージョンではヒーローズ・フォー・ハイヤーのメンバーである。
Marvel War of Heroesにはジェシカが登場する。Marvel Snapにも登場している。
MCU版にもとづくジェシカ・ジョーンズがMarvel Strike Forceにプレーできるキャラクターとして登場する。
Marvel Ultimate Alliance 3: The Black Orderではノンプレイヤーキャラクターとして登場する。